# Biserica de lemn din Stoieneasa

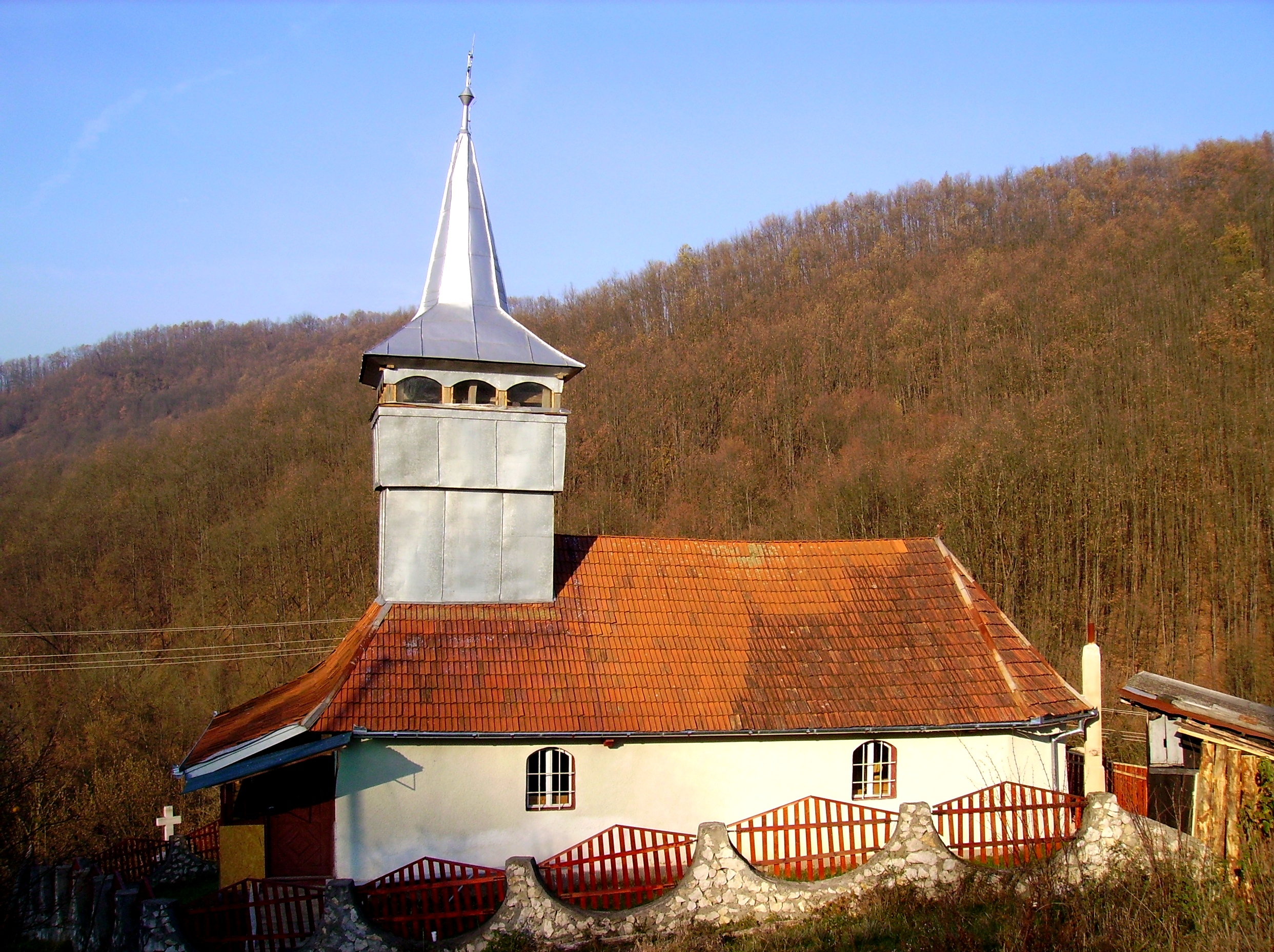
Biserica de lemn din Stoieneasa (octombrie 2008)

Biserica de lemn din Stoieneasa, comuna Vălișoara, județul Hunedoara a fost ridicată în a doua jumătate a secolului al XIX-lea. Are hramul „Intrarea în Biserică a Maicii Domnului”. În ciuda vechimii sale, biserica nu se află pe noua listă a monumentelor istorice.

## Istoric și trăsături
Lăcașul de cult ortodox al satului Stoieneasa (com. Vălișoara), închinat praznicului „Intrării în Biserică a Maicii Domnului”, ar fi fost ridicat, potrivit tradiției, în 1867, în timpul păstoririi preotului Ioan David; anii 1847 și 1851, înscriși pe unele dintre icoanele păstrate, antedatează însă amintitul șantier de construcție. De la un edificiu anterior, atestat de comisiile de conscriere ecleziastică ale anilor 1733, 1750, 1761-1762, 1805 și 1829-1831, precum și de harta iosefină a Transilvaniei (1769-1773), s-a preluat nu doar planimetria (un dreptunghi cu absida nedecroșată, poligonală cu trei laturi), ci și o parte din vechile bârne, ascunse în prezent sub stratul de tencuială interioară și exterioară.
Lăcașul domină împrejurimile prin clopotnița sa robustă, cu foișor în console și fleșă zveltă, învelită integral în tablă. Renumitei școli de pictură din Laz (jud. Alba) i-au fost atribuite vechile icoane pe sticlă, unele dintre acestea purtând semnătura cunoscutului meșter Toma. Renovării din anii 2000-2001 i se datorează înlocuirea șiței cu țiglă, adosarea unei verande de lemn, precum și împodobirea edificiului cu un bogat decor iconografic, executat – în tehnica „tempera” – de către pictorul Gheorghe Chemeciu din Șoimuș; târnosirea s-a făcut la 29 iulie 2001.

## Imagini

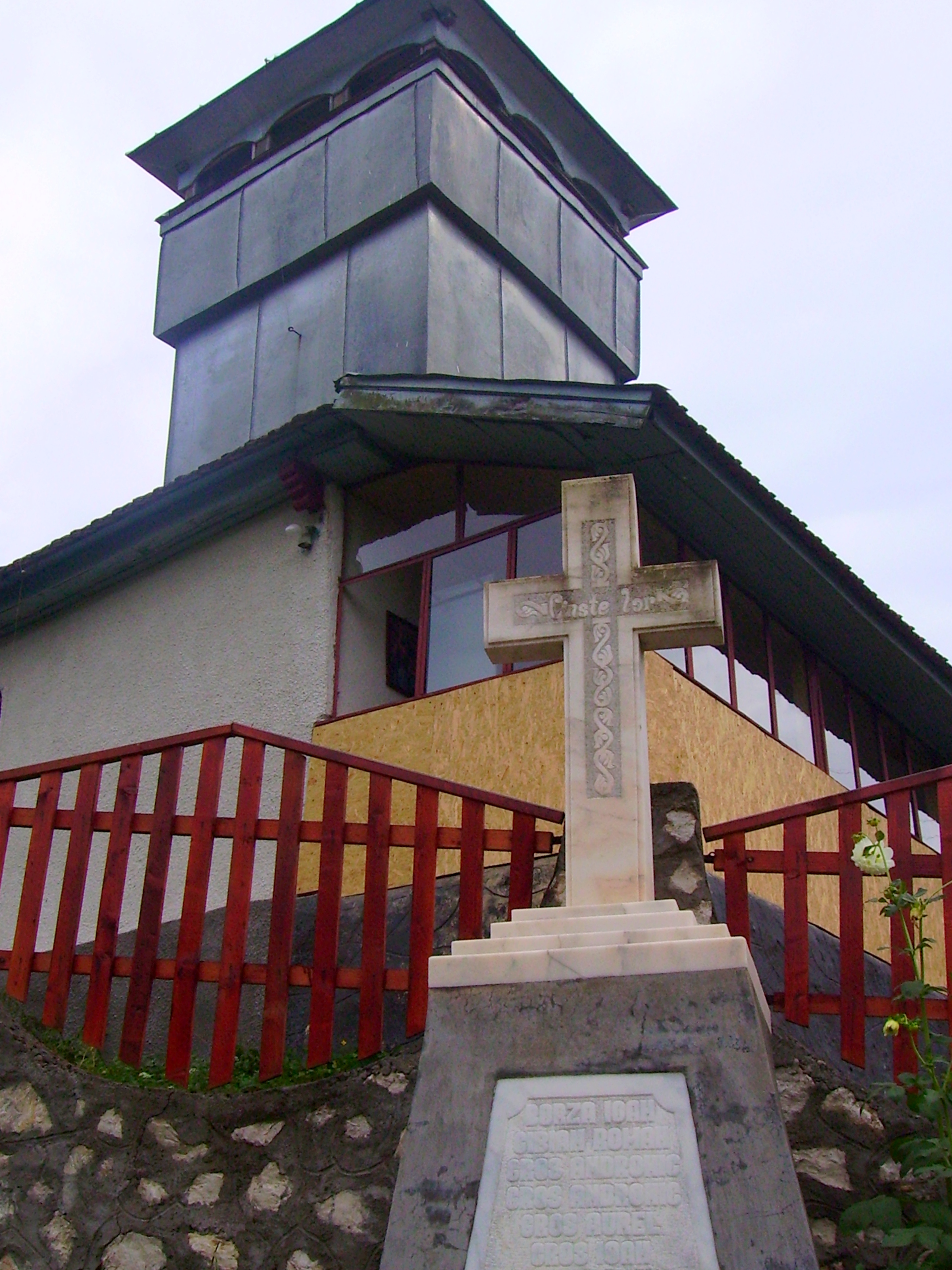
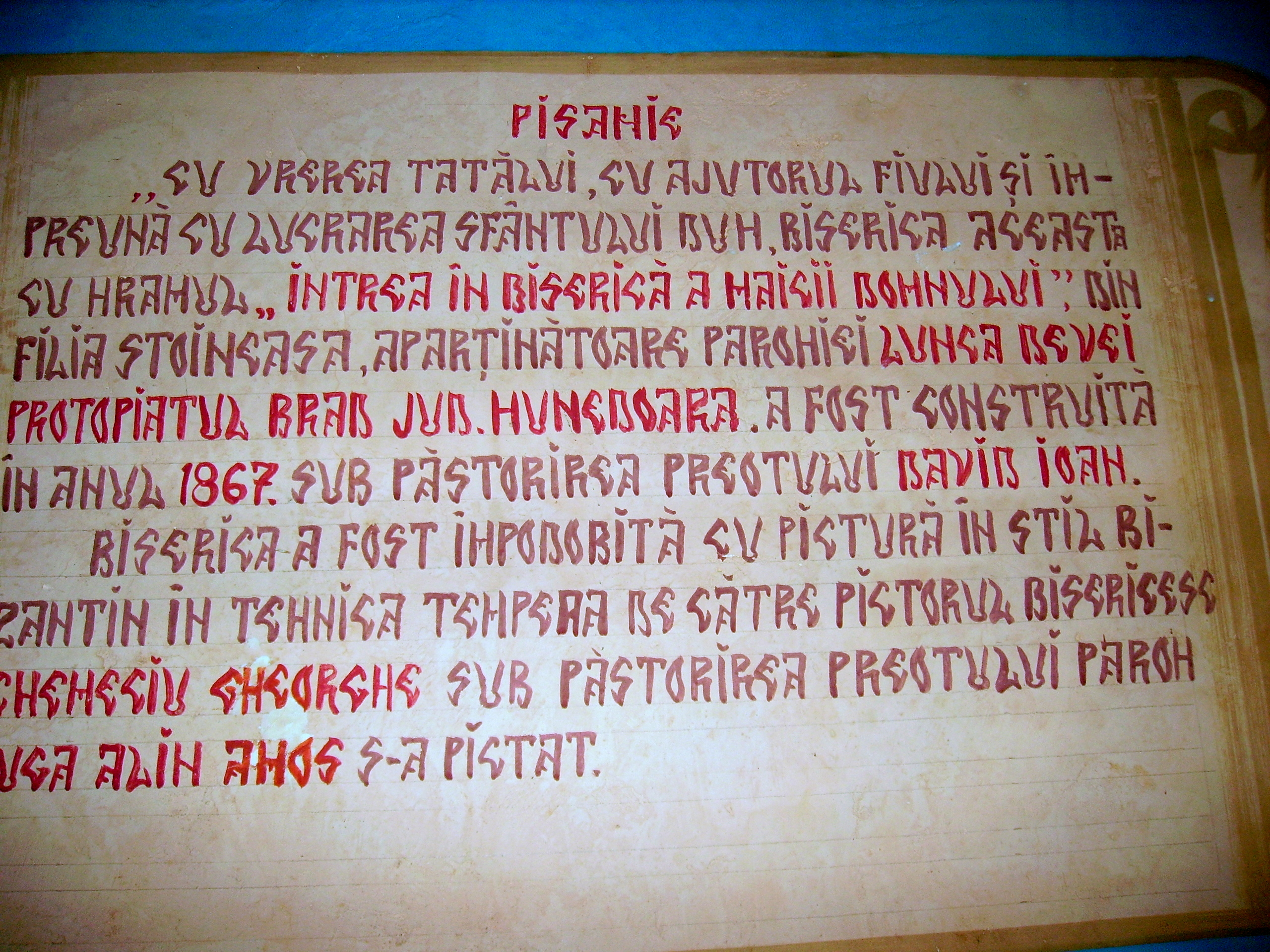
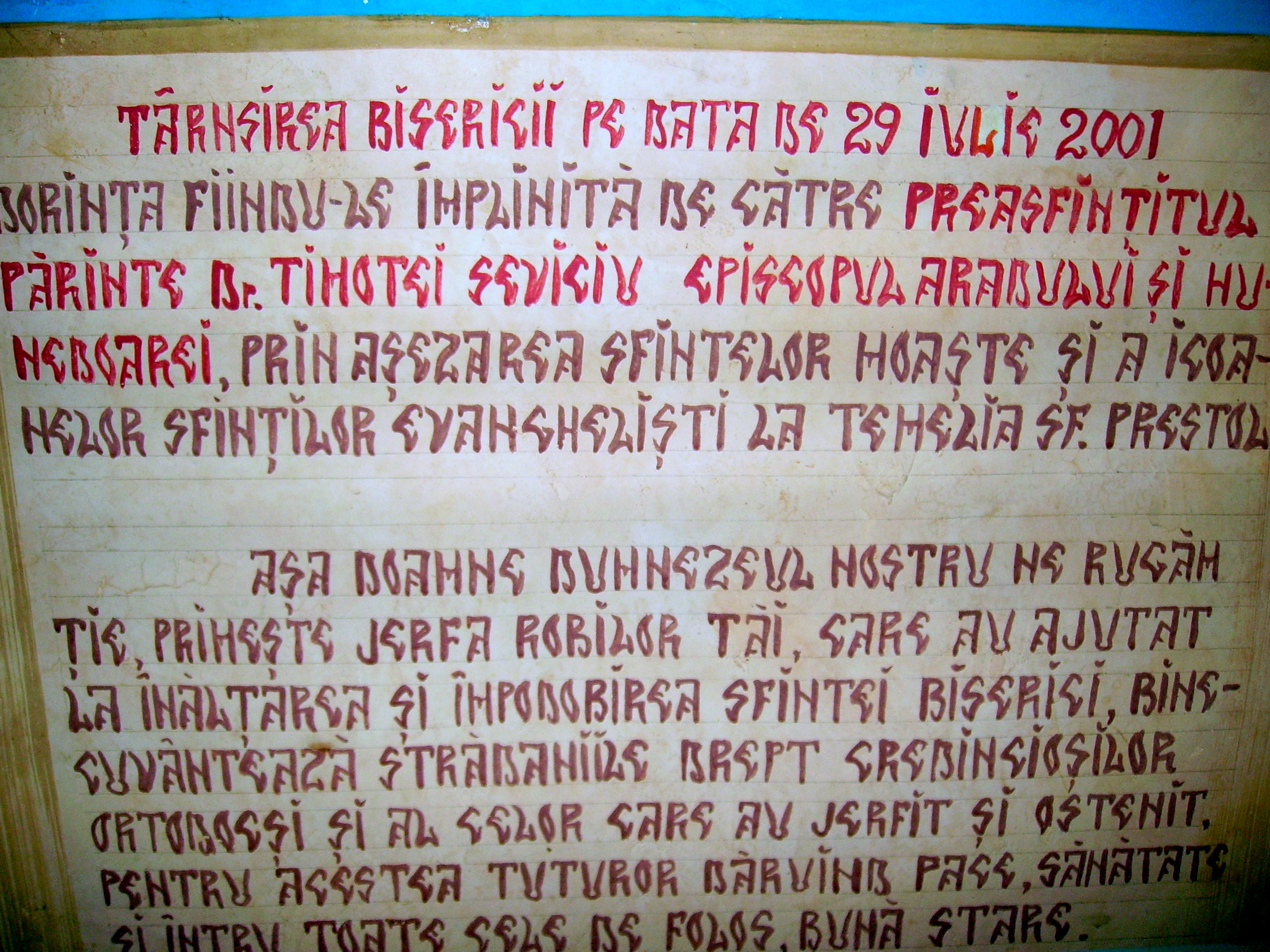
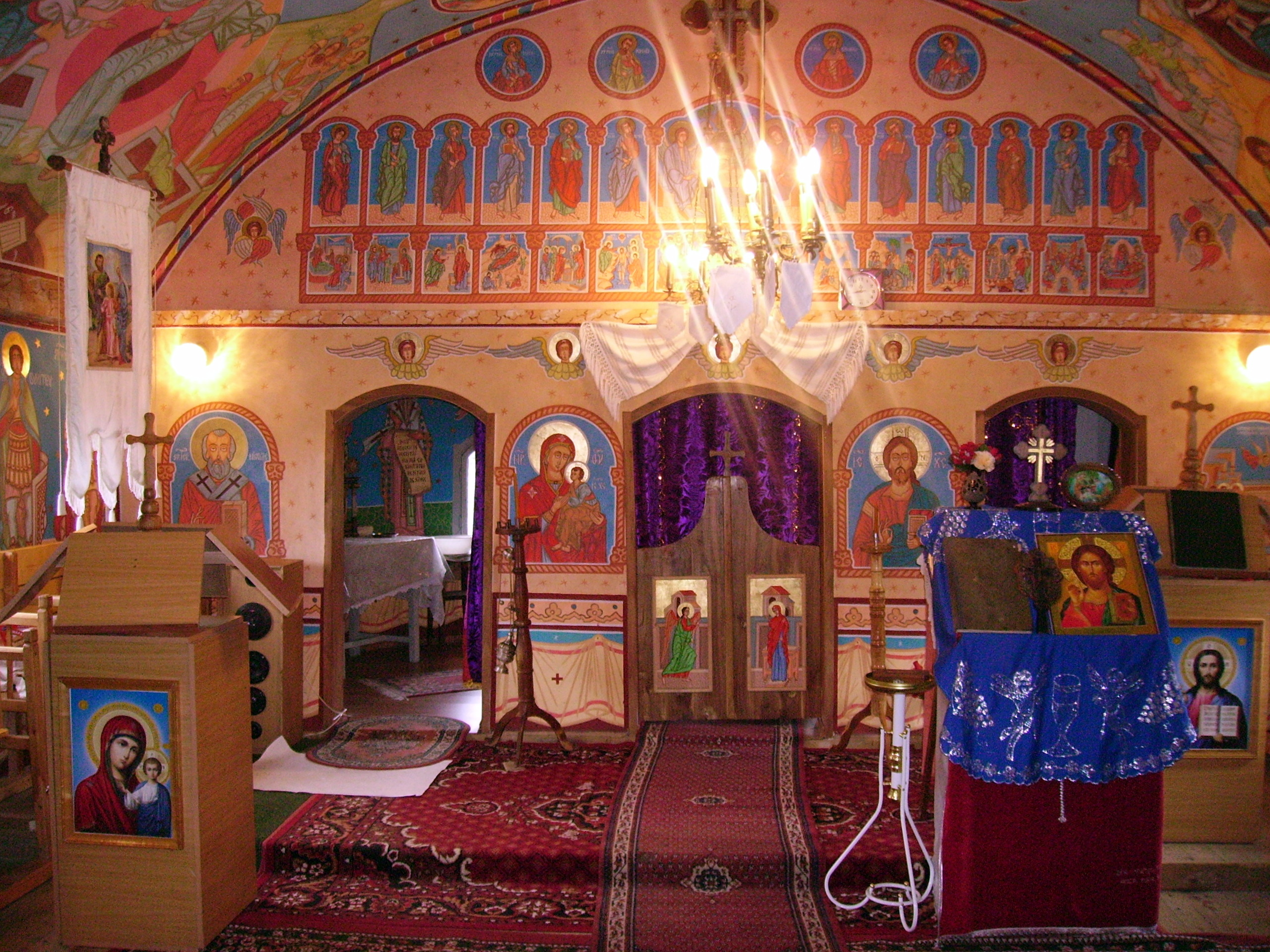
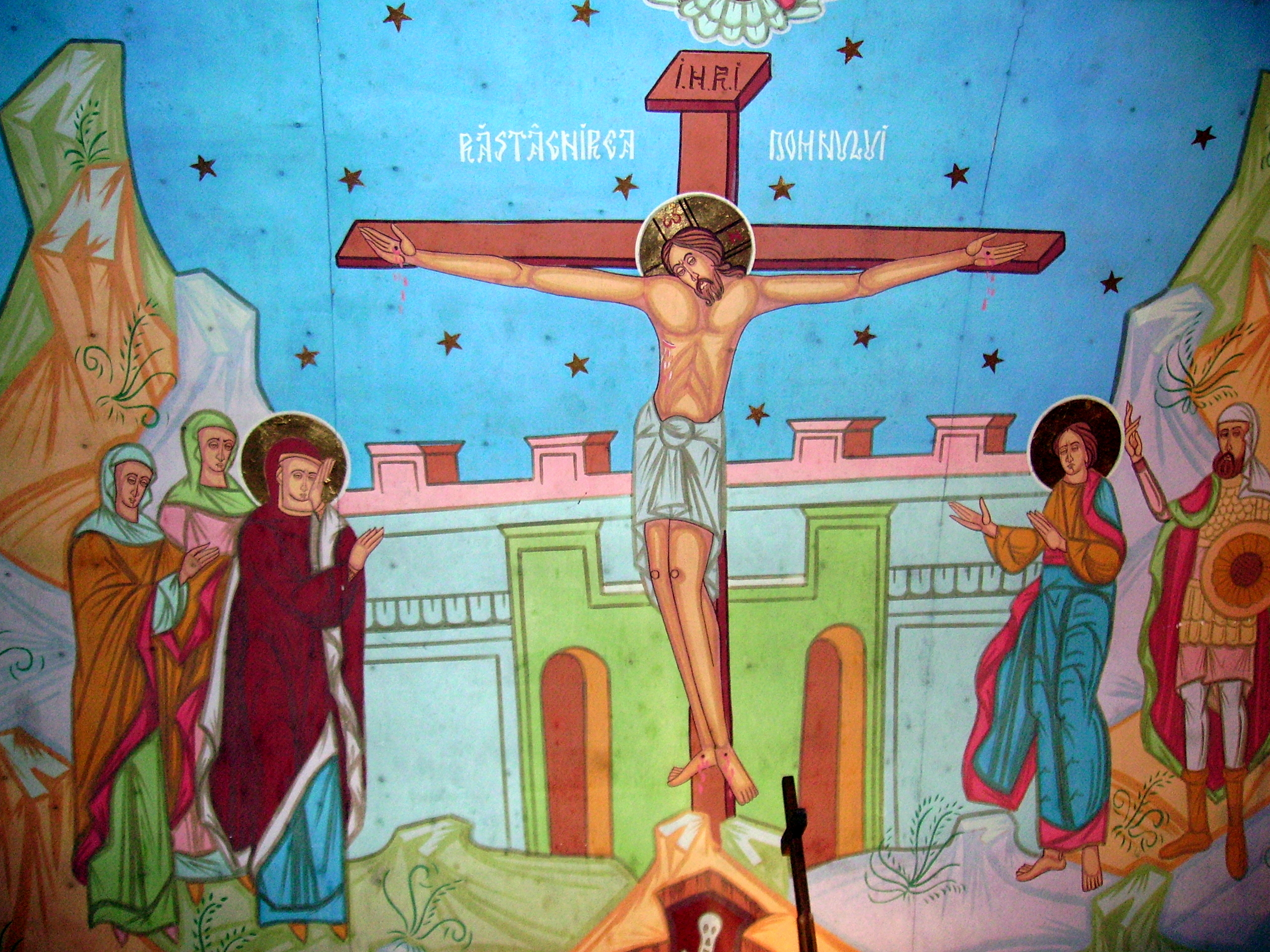
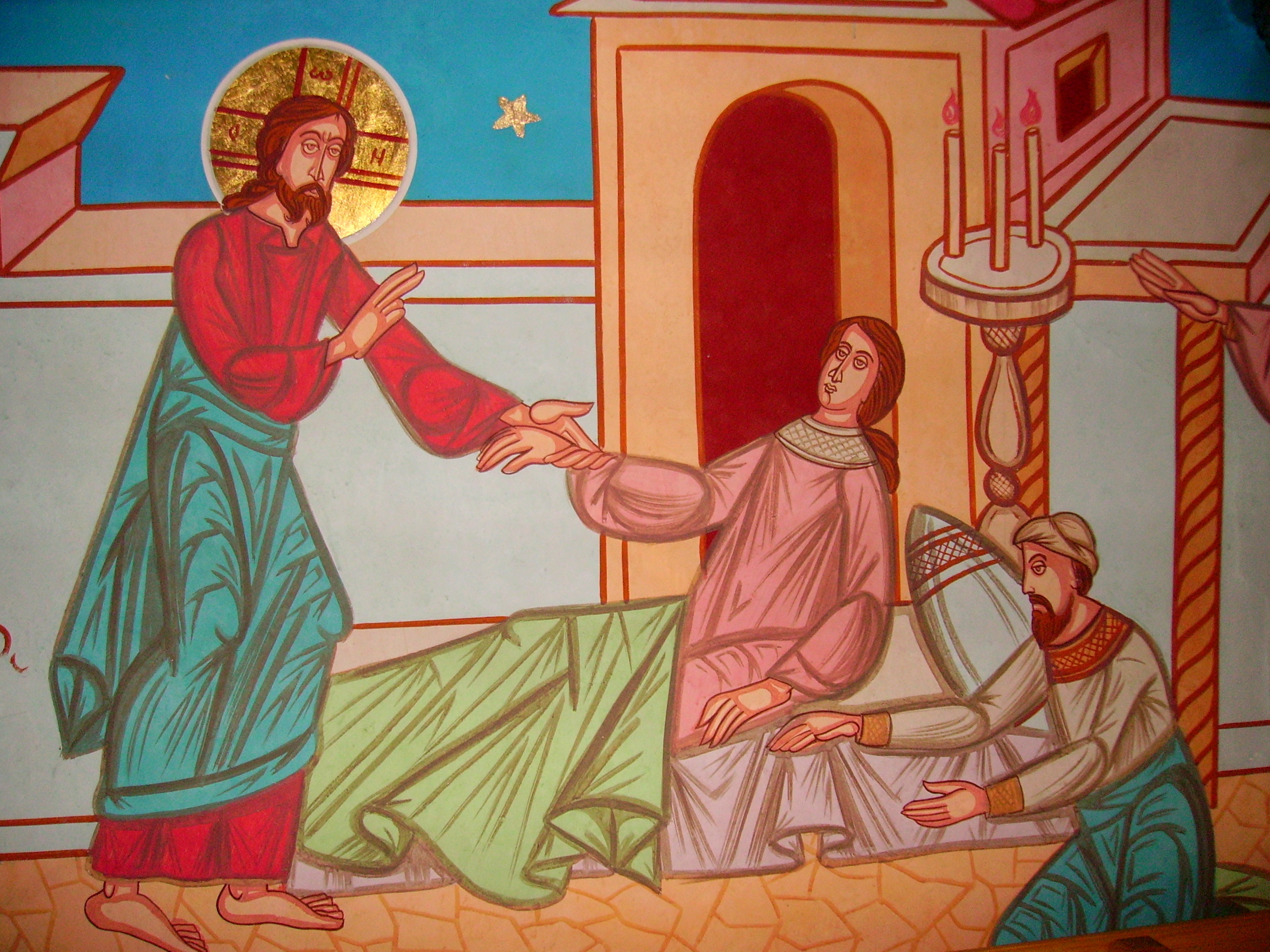